# Canton de Rodez-Ouest
Le canton de Rodez-Ouest est une ancienne division administrative française située dans le département de l'Aveyron et la région Midi-Pyrénées.

## Géographie
Le canton de Rodez-Ouest comptait quatre communes (faisant partie de la Communauté d'agglomération du Grand Rodez) à savoir Rodez (seulement une fraction de la ville, soit 11 500 habitants environ), Luc-la-Primaube, Olemps et Druelle.

## Histoire
Canton créé en 1973 (redécoupage du canton de Rodez).

## Représentation
| Période | Période | Identité            | Étiquette     | Qualité |
| ------- | ------- | ------------------- | ------------- | --- |
| 1973    | 1976    | Raymond Bonnefous   | CNI           | Sénateur (1940-1958 et 1959-1971) Président du Conseil Général (1949-1976) Ancien Maire de Rodez (1935-1944) Ancien conseiller général du canton de Rodez (1945-1973), ancien conseiller départemental (1943-1945) |
| 1976    | 1994    | André Laur          | DVD puis UDF  | Agriculteur, conseiller municipal de Rodez |
| 1994    | 2008    | Jean-Paul Espinasse | DL puis Modem | Conseiller de Rodez-Ouest, maire de Luc-la-Primaube |
| 2008    | 2010    | Christian Teyssèdre | PS            | Conseiller de Rodez-Ouest, maire de Rodez et vice-président du Grand Rodez |
| 2010    | 2015    | Nicole Laromiguière | PRG           | Conseillère de Rodez-Ouest, adjointe au maire aux solidarités et aux affaires sociales auprès du Maire de Rodez |

## Composition
Le canton de Rodez-Ouest se composait d’une fraction de la commune de Rodez et de trois autres communes. Il comptait 22 467 habitants (population municipale) au 1er janvier 2012.
| Nom               | Code Insee | Intercommunalité       | Population (dernière pop. légale)               |
| ----------------- | ---------- | ---------------------- | ----------------------------------------------- |
| Rodez (chef-lieu) | 12202      | CA Rodez Agglomération | Fraction : 11 434(2012) Commune : 24 088 (2014) |
| Druelle           | 12090      | CA Rodez Agglomération | 2 326 (2014)                                    |
| Luc-la-Primaube   | 12133      | CA Rodez Agglomération | 5 898 (2014)                                    |
| Olemps            | 12174      | CA Rodez Agglomération | 3 329 (2014)                                    |

## Démographie

### Évolution démographique
| 1975 | 1982 | 1990   | 1999   | 2006   | 2011   | 2012   |
| ---- | ---- | ------ | ------ | ------ | ------ | ------ |
| -    | -    | 19 690 | 20 556 | 21 593 | 22 317 | 22 467 |

### Âge de la population
La pyramide des âges, à savoir la répartition par sexe et âge de la population, du canton de Rodez-Ouest en 2009 ainsi que, comparativement, celle du département de l'Aveyron la même année sont représentées avec les graphiques ci-dessous.
La population du canton comporte 49,5 % d'hommes et 50,5 % de femmes. Elle présente en 2009 une structure par grands groupes d'âge légèrement plus âgée que celle de la France métropolitaine. 
Il existe en effet 95 jeunes de moins de 20 ans pour cent personnes de plus de 60 ans, alors que pour la France l'indice de jeunesse, qui est égal à la division de la part des moins de 20 ans par la part des plus de 60 ans, est de 1,06. L'indice de jeunesse du canton est par contre supérieur à celui  du département (0,67) et à celui de la région (0,89).
| Hommes | Classe d’âge | Femmes |
| ------ | ------------ | ------ |
| 0,4    | 90 ans ou +  | 1,6    |
| 6,8    | 75 à 89 ans  | 9,2    |
| 14,4   | 60 à 74 ans  | 15,1   |
| 23,3   | 45 à 59 ans  | 22,5   |
| 21,0   | 30 à 44 ans  | 21,2   |
| 15,0   | 15 à 29 ans  | 13,9   |
| 19,1   | 0 à 14 ans   | 16,5   |

| Hommes | Classe d’âge | Femmes |
| ------ | ------------ | ------ |
| 0,6    | 90 ans ou +  | 1,7    |
| 10,2   | 75 à 89 ans  | 14,2   |
| 16,9   | 60 à 74 ans  | 17,5   |
| 21,6   | 45 à 59 ans  | 20,3   |
| 18,9   | 30 à 44 ans  | 17,8   |
| 15,1   | 15 à 29 ans  | 13,4   |
| 16,7   | 0 à 14 ans   | 15,1   |